# Los amigos que perdí
Los amigos que perdí es la séptima novela  escritor peruano Jaime Bayly. Publicada por primera vez en el año 2000 por la Editorial Anagrama. 

## Reseña
La novela comienza relatando la vida de Manuel, un hombre solo que vive en una casa confortable y espaciosa en Key Biscayne. Manuel espera que suene el teléfono para recibir llamadas de sus amigos, pero el teléfono no suena porque Manuel ha perdido a esos amigos que quisiera que le llamen porque se inspiró en ellos para escribir las novelas que lo hicieron famoso, pero lo condenaron a la soledad, al silencio y a la indiferencia de esos amigos que ahora echa de menos. 
El libro está compuesto de cinco cartas a sus amigos que perdió por haber contado secretos de ellos en sus novelas. A modo de disculpa, les escribe una larga carta a cada uno: a Melanie, con la que vivió algo más que una sana amistad; a Daniel, que le enseñó a bailar y a visitar prostíbulos; a Manuel, que también soñaba con ser escritor; a Sebastián, el actor famoso con el que vivió una aventura secreta, y al doctor Guerra, un pintoresco personaje de la Lima aristocrática.